# Tie It Up
Tie It Up è un singolo della cantante statunitense Kelly Clarkson, pubblicato nel 2013.

## Il disco
La canzone è stata scritta da Ashley Arrison, Shane McAnally e Josh Osborne.

## Tracce
Download digitale
1. Tie It Up – 2:47